# Albert Thierfelder (Musiker)

Albert Thierfelder

Albert Wilhelm Thierfelder (* 30. April 1846 in Mühlhausen/Thüringen; † 6. Januar 1924 in Rostock) war ein deutscher Musiker, Hochschullehrer und Universitätsmusikdirektor, der sich auch als Komponist und Funktionär im nordostdeutschen Chorwesen einen Namen machte.

## Leben und Wirken
Albert Thierfelder wurde als Sohn des Musikdirektors Albert Wilhelm Thierfelder geboren. Er besuchte in Leipzig das Konservatorium und die Universität. Seit Winter 1865/66 war er Mitglied der Leipziger Universitäts-Sängerschaft zu St. Pauli (heute in der Deutschen Sängerschaft). Anschließend wirkte er als Musikdirektor erst im ostpreußischen Elbing und dann in Brandenburg. 1888 wurde er als Nachfolger des bedeutenden Musikwissenschaftlers und -schriftstellers Hermann Kretzschmar (1848–1924) akademischer und städtischer Musikdirektor in Rostock. Als Professor (ab 1890) gab er vor allem Bearbeitungen altgriechischer Musik heraus.
Besonders engagierte er sich für das nordostdeutsche Chorwesen; er wurde unter anderem zum Vorsitzender des Mecklenburgischen Sängerbundes gewählt. 1920 war er einer der Hauptgründer der Sängerschaft Niedersachsen zu Rostock.
Thierfelder komponierte Opern, Sinfonien, Kammermusik und Lieder; vor allem waren aber seine zahlreichen Chorwerke beliebt.

## Familie
Albert Thierfelder war seit 10. Oktober 1889 mit Anna Maria Eleonore Wilhelmine Louise Dorothea Thierfelder, geb. Jaacks (* 1869) verheiratet, der Tochter eines Rostocker Weinhändlers.

## Musikwissenschaftliche Veröffentlichungen
- Altgriechische Musik (Hrsg.), Leipzig 1906
- Metrik – die Versmaße der griechischen und römischen Dichter, Leipzig 1919

## Kompositionen
- Der Heirathstein, Oper in zwei Akten, Rostock 1898
- Die Jungfrau vom Königssee, Oper
- Zlatorog, Eine Alpensage für Chor, Solostimmen und Orchester, nach Rudolf Baumbachs gleichnamiger Dichtung, Berlin 1880
- Frau Holde, Dramatische Cantate für Soli, Chor und Orchester op. 30, nach Rudolf Baumbachs gleichnamiger Dichtung, Fulda 1901
- Kaiser Max und seine Jäger, Concertdrama für Soli, Chor und Orchester op. 36, nach Rudolf Baumbachs gleichnamiger Dichtung, Fulda 1903

Zu diesem Werk wurden sogar Erläuterungen veröffentlicht:
Kaiser Max und seine Jäger, Concertdrama von Albert Thierfelder. Textlich und musikalisch erläutert zum Gebrauche der Hörer bei den Aufführungen von Walther Lindemann, Fulda 1907
- Edelweiß für Chor
- Rostocker Niederdeutsches Liederbuch vom Jahre 1478. Mit einer Auswahl der Melodien bearbeitet von Albert Thierfelder. Hrsg. Bruno Claussen, Rostock 1919

## Trivia
Gelegentlich wird Albert Thierfelder auch mit seinem Namensvetter, dem Pathologen (Ferdinand) Albert Thierfelder (1842–1908), ebenfalls Universitätsprofessor in Rostock, verwechselt. Beide wirkten zeitweise gleichzeitig an der Universität Rostock; ihrer beider Amtszeit deckt sich außerdem streckenweise mit der von (Ferdinand) Alberts älterem Bruder Theodor Thierfelder (1824–1904).

## Nachweise
1. ↑  Das Geburtsdatum folgt der Angabe beim Traueintrag im Kirchenbuch Rostock (St. Jakobi). Anderswo wird abweichend auch der 30. Juni 1846 als Geburtsdatum genannt
2. ↑  Abweichend auch: in Leipzig.
3. ↑  Abweichend auch: 5. Juni 1924
4. ↑  Gesamtverzeichnis der Pauliner vom Sommer 1822 bis Sommer 1938, Leipzig 1938, Seite 42
5. ↑  Harald Lönnecker: "Goldenes Leben im Gesang!" - Gründung und Entwicklung deutscher akademischer Gesangvereine an den Universitäten des Ostseeraums im 19. und frühen 20. Jahrhundert, S. 139–186 (Fußnote 58 auf S. 149); in: Ekkehard Ochs/Peter Tenhaef/Walter Werbeck/Lutz Winkler (Hrsg.): Universität und Musik im Ostseeraum (Greifswalder Beiträge zur Musikwissenschaft, Bd. 17), Berlin 2009. Universität und Musik im Ostseeraum
6. ↑  Kirchenbuch Rostock (St. Jakobi): Traueintrag Nr. 130/1889.